# Enrico Astorri
Enrico Astorri (Piacenza, 10 marzo 1859 – Milano?, 15 ottobre 1921) è stato uno scultore italiano.

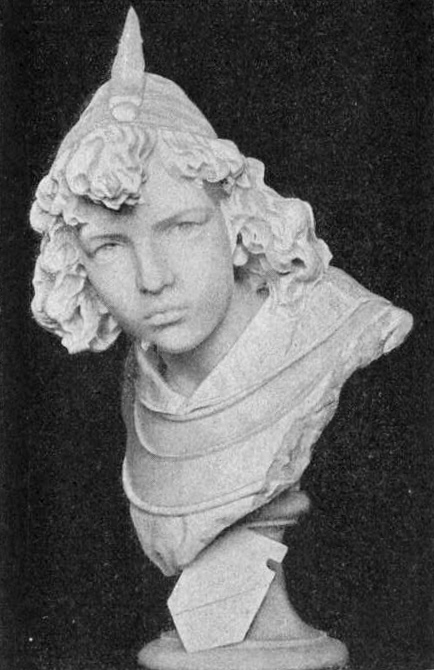
Enrico Astorri: Busto d'un paggio (Esposizione di Monaco di Baviera, 1891)

Rimasto orfano a quattro anni, con l'aiuto di uno zio studiò a Parma, a Genova e infine a Milano. Esordì a 20 anni col monumento a Vittorio Emanuele II a Parma, nella centralissima piazza Garibaldi. Nel 1884 partecipò all'Esposizione di Torino con la Serenata e con un busto di Umberto I, nel 1886 a quella di Milano, dove presentò l'opera Compagni di sventura, nel 1887 a quella di Venezia, dove espose l'opera Rondinella pellegrina. Nel 1889 realizzò Monumento a Garibaldi a Piacenza.
A Piacenza è suo anche il monumento a Mazzini. A Vicenza realizzò i monumenti ad Alessandro Volta, al Generale Santos, al Generale Fara e la statua "Il Chirurgo Delle Ore". Al Cimitero monumentale di Milano realizzò molti ritratti, busti e monumenti funebri. Altre sue opere si trovano a Somma Lombardo, a Melegnano e a Bari. A Busto Arsizio realizzò i quattordici altorilievi in bronzo della Via Crucis e la porta in bronzo della Basilica di San Giovanni Battista.
Nel 1901 partecipò all'Esposizione di Monaco di Baviera, dove vinse la medaglia d'oro con l'opera La Filatrice araba, tuttora conservata nel museo di Monaco e della quale esistono numerose copie.
Lavorò molto anche all'estero: per l'Uruguay, l'Argentina e la Russia, dove si recò nel 1896 ottenendo un grande successo. Sordo a trent'anni e colpito da paralisi nel 1920, sebbene fosse ormai ricco continuò a lavorare fino alla morte, avvenuta il 15 ottobre 1921 all'età di 62 anni.
Le sue opere vennero a volte confuse con quelle del quasi omonimo scultore Pier Enrico Astorri.